# Elezioni presidenziali in Ciad del 1996
Le elezioni presidenziali in Ciad del 1996 si tennero il 2 giugno (primo turno) e il 3 luglio (ballottaggio).

## Risultati
| Idriss Déby               | Movimento Patriottico di Salvezza                       | 1 016 277 | 43,83 | 2 102 907 | 71,59 |  |  |  |
| Wadel Abdelkader Kamougué | Unione per il Rinnovamento e la Democrazia              | 287 512   | 12,40 | 834 568   | 28,41 |  |  |  |
| Saleh Kebzabo             | Unione Nazionale per la Democrazia e il Rinnovamento    | 199 691   | 8,61  |           |       |  |  |  |
| Jean Alingué Bawoyeu      | Unione per la Democrazia e la Repubblica                | 192 816   | 8,32  |           |       |  |  |  |
| Lol Mahamat Choua         | Raggruppamento per la Democrazia e il Progresso         | 137 612   | 5,93  |           |       |  |  |  |
| Younous Ibédou            | Convenzione dei Social-Democratici del Ciad             | 76 293    | 3,29  |           |       |  |  |  |
| Adoum Moussa Seif         | Convenzione Nazionale Democratica e Sociale             | 67 496    | 2,91  |           |       |  |  |  |
| Abdoulaye Lamana          | Unione Nazionale                                        | 63 671    | 2,75  |           |       |  |  |  |
| Delwa Kassiré Koumakoye   | Raggruppamento Nazionale per lo Sviluppo e il Progresso | 53 260    | 2,30  |           |       |  |  |  |
| Ngarlejy Yorongar         | Federazione - Azione per la Repubblica                  | 48 407    | 2,09  |           |       |  |  |  |
| Mahamat Abdoulaye         | Movimento Popolare per la Democrazia in Ciad            | 47 830    | 2,06  |           |       |  |  |  |
| Abbas Mahamat Ambadi      | Indipendente                                            | 37 568    | 1,62  |           |       |  |  |  |
| Naimbaye Lossimian        | Azione per la Repubblica, la Democrazia e lo Sviluppo   | 35 420    | 1,53  |           |       |  |  |  |
| Adoum Hassan Issa         | Unione Nazionale per la Riforma del Ciad                | 28 877    | 1,25  |           |       |  |  |  |
| Elie Romba                | Unione Democratica per il Progresso in Ciad             | 26 008    | 1,12  |           |       |  |  |  |
| Totale                    | Totale                                                  | 2 318 738 | 100   | 2 937 475 | 100   |  |  |  |
|                           |                                                         |           |       |           |       |  |  |  |
| Voti non validi           | Voti non validi                                         | 88 224    | 3,67  | 69 699    | 2,32  |  |  |  |
| Votanti                   | Votanti                                                 | 2 406 962 |       | 3 007 174 |       |  |  |  |